# Jul i Juleland
Jul i Juleland er en dansk tv-julekalender fra 1993. Den blev sendt på TV 2 og er en fortsættelse til julekalenderen Skibet i Skilteskoven fra 1992.

## Plot
Julekalenderen handler om sømanden Otto og hans papegøje Bounty, der har slået sig ned på sit skib, Julia, der ligger midt ude i skoven. I bunden af skibet flytter nisserne Karse, Brumle og Gyvel ind, efter opfordring fra nisserne fra den forrige kalender.
Oppe i møllen bor Wilhelm Kayser og han har en plan for skoven. Han vil købe den af Otto og skabe et kæmpemæssigt Juleland. Han overtaler snart borgmesteren til at støtte sin plan, der er dog bare det problem at hverken borgmesterens datter, "Henry", landhandelens Karen-Marie eller Otto er til at få med på planen – og Otto er jo formelt ejer af skoven!

## Medvirkende
- Otto Brandenburg som Otto
- Kurt Ravn som Karse
- Tom McEwan som Brumle
- Sonja Oppenhagen som Gyvel
- Amalie Ihle Alstrup som "Henry"
- Ulf Pilgaard som Borgmester van Brehmen
- Henrik Koefoed som Albert Arvidsen
- Waage Sandø som Wilhelm Kayser
- Lisbet Dahl som Viola Kayser
- Karin Jagd som Karen-Marie
- Tommy Kenter som Durtsfeldt Wittenborg, Børgesen og Villy Vox
- Charlotte Fich som Skovfeen
- Søren Thorup som Papegøjen Bountys stemme
- Pernille Aalund som Adelaides stemme

## Produktion
Jul i Juleland blev i 1993 optaget i TV1 Productions studier i Taastrup ved København,  som er grundlagt af sangeren Johnny Reimar.